# اوندژی سکورا
اوندژی سکورا (به چکی Ondřej Sekora) (متولد ۲۵ سپتامبر ۱۸۹۹ در برنو - درگذشت ۴ ژوئیه ۱۹۶۷ در پراگ) یک نقاش، تصویرگر، نویسنده، روزنامه‌نگار و حشره‌شناس چک بود. وی عمدتاً به عنوان نویسنده کتابهای کودکان شناخته می‌شود. مشهورترین کتاب او فردی مورچه سیاه (به چکی Ferda Mravenec) است.

## زندگی
او و همسرش مدتی در اردوگاه کار اجباری بودند و از آن جان سالم به در بردند.